# Christian Tuxen

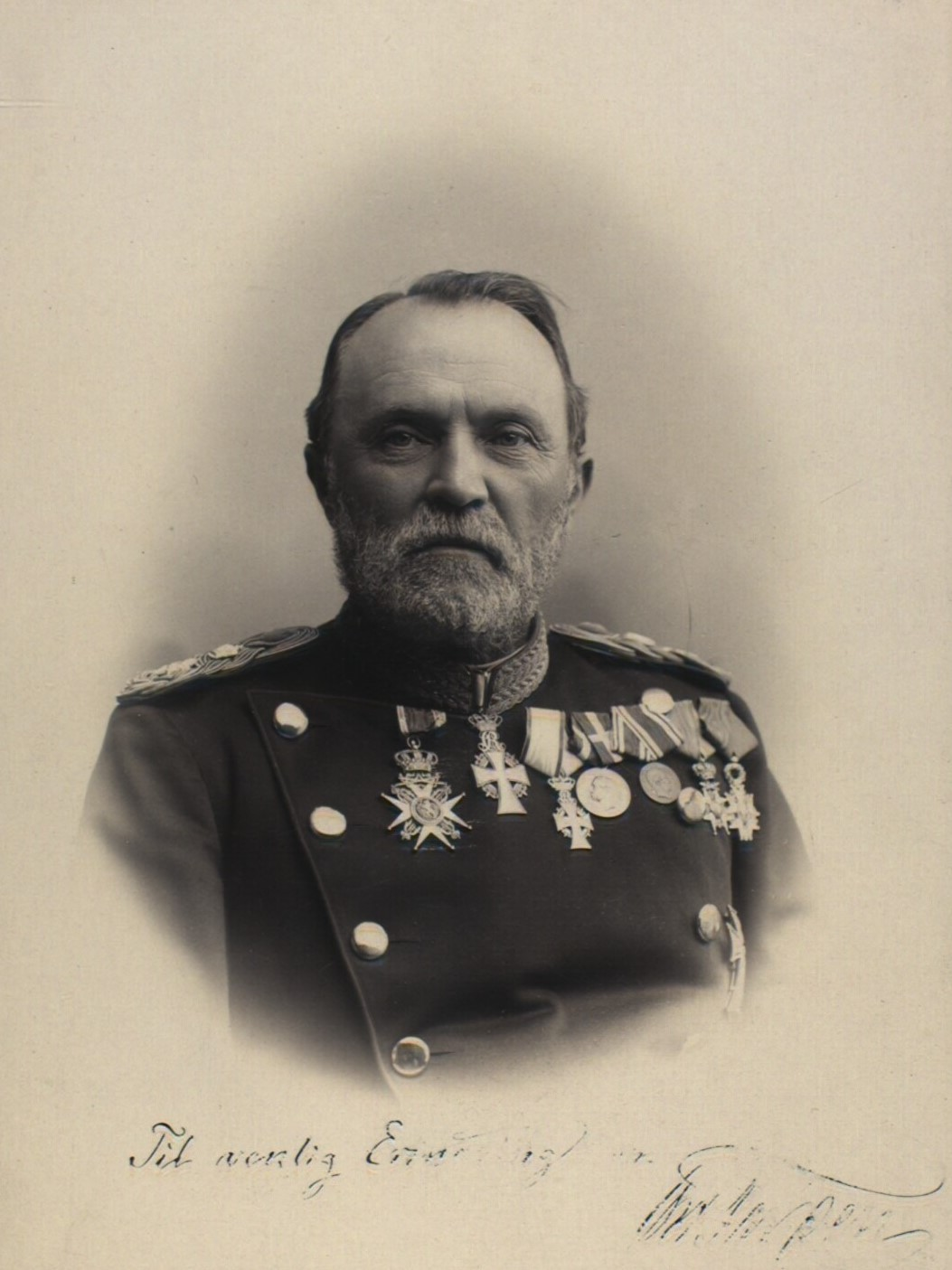
Christian Frederik Frands Elias Tuxen

Christian Frederik Frands Elias Tuxen (* 14. Februar 1837 in Kopenhagen; † 13. Februar 1903 auf Schloss Frederiksberg) war ein dänischer Generalmajor und Kriegsminister.

## Herkunft und Familie
Tuxens Eltern waren der Offizier, zuletzt Major, Christian Friderich August Tuxen (1797–1850) und dessen Gattin Friederika Elisabeth Sommer (1803–1847). Nach dem Tode seiner ersten Frau heiratete Tuxens Vater 1849 Johanne Mariane Jensen (1811–1889). Aus dieser Ehe stammte Tuxens Halbbruder August Tuxen.
Am 16. Dezember 1863 heiratete Tuxen in Ringsted Clementine Marie Lassen (1842–1911), Tochter des Kaufmannes Jens Holger Ferdinand Lassen (1809–1877) und dessen Gattin Elise Birgithe Sophie Ultima, geb. Henriksen (1819–1882).

## Leben
Tuxen wurde 1853 Landkadett und erhielt 1855 den Rang eines Sekondeleutnants in der Infanterie, zurückdatiert auf 1854. Von 1857 bis 1859 durchlief er die Königliche Militärische Hochschule und von 1861 bis 1863 die Generalstabsabteilung. Als Brigadeadjutant und charakterisierter Premierleutnant nahm Tuxen am Deutsch-Dänischen Krieg teil und leistete danach ein paar Jahre Truppendienst. Von 1867 bis 1873 diente Tuxen beim Generalstab und darauf wieder bis 1879 bei der Truppe – ab 1875 als Kapitän – danach bis 1886 wiederum im Generalstab. Von 1879 bis 1887 war er Lehrer in Kriegskunst an der Offiziersschule und verfasste einen Teil der Lehrbücher.
1880 war er Mitglied der Kommission für befestigte Punkte in Jütland und arbeitete ab 1882 im Kriegsministerium unmittelbar unter Kriegsminister von Bahnson. 1883 war Tuxen Mitglied der großen Befestigungskommission und unternahm einige Dienstreisen ins Ausland. 1886 erhielt er den Rang eines Oberstleutnants und wurde zum Bataillonschef ernannt. 1889 folgte die Ernennung zum Chef der taktischen Abteilung des Generalstabes, 1895 die Beförderung zum Oberst, 1897 die Ernennung zum Stabschef des 1. Generalkommandos, allerdings trat Tuxen im Mai desselben Jahres ins neugebildete Kabinett Hørring als Kriegsminister ein. Als Kriegsminister sollte er den Abschluss der Kopenhagener Befestigung verantworten, scheiterte jedoch aufgrund unterschiedlicher Budgetvorstellungen am Folketing, weshalb er am 28. August 1899 zurücktrat und von Gustav Schnack ersetzt wurde. Im selben Jahr wurde er zunächst zum Regimentschef ernannt und später zum Generalmajor und Brigadechef in Kopenhagen ernannt.
In der Kriegswissenschaftlichen Gesellschaft hielt er viele Vorträge, vor allem über taktische und kriegshistorische Themen und schrieb viele Artikel für die Militært Tidsskrift und Vort Forsvar.

## Schriften
- Den dansk-tyske Krig 1864 (1890–1892, dreibändig)
- Strategiens Grundsætninger og de forenede Vaabenarters Taktik (1881)
- Krigskunstens Udvikling (1883)

## Auszeichnungen
- 1864: Ritterkreuz des Dannebrogordens
- 1885: Dannebrogsmændenes hæderstegn
- 1896: Komtur II. Klasse des Dannebrogordens
- 1893: Fortjenstmedaljen in Gold
- 1898: Komtur I. Klasse des Dannebrogordens